# Perdix (Mythologie)
Die bekannteste Version der Geschichte von Perdix (altgriechisch Πέρδιξ Pérdix, deutsch ‚Rebhuhn‘), auch Talos oder Kalos genannt, findet sich bei Ovid. Er ist darin der Neffe des berühmten Baumeisters Daidalos und wird von seiner Mutter, dessen Schwester, mit 12 Jahren zu seinem Onkel in die Lehre gegeben. Er beweist erstaunliches Talent und erfindet u. a. die Säge, den Zirkel und die Töpferscheibe. Daidalos wird neidisch auf ihn und stürzt ihn schließlich von der Athener Akropolis hinunter. 
Doch die Göttin Athene bzw. Minerva ist begabten Menschen sehr gewogen, sie fängt den Jungen auf und verwandelt ihn in ein Rebhuhn. Aus Angst vor der Höhe fliegt dieser neue Vogel jedoch immer nah am Boden.
Diese Metamorphose hat zugleich eine aitiologische als auch mahnende Funktion. Perdix, das Rebhuhn, war daraufhin nämlich ein ständiger Vorwurf für den neidischen Daidalos, u. a. scheint es Schadenfreude durch seine Laute auszudrücken, als Daidalos seinen Sohn Ikarus, der zu nah an der Sonne geflogen war, so dass deren Hitze das Wachs seiner Flügel schmolz, auf Ikaria begrub.
In der Version des Apollodorus heißt Perdix die Schwester des Daidalos.